# Maletí

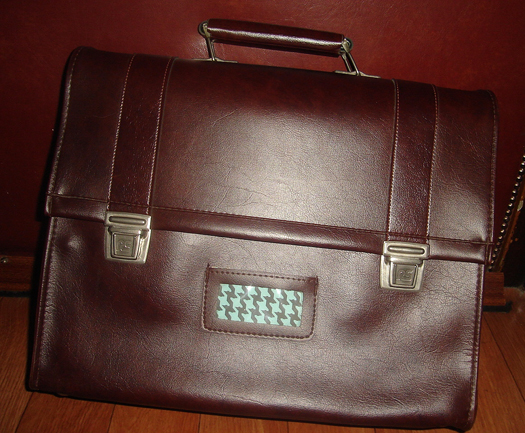
Maletí de cuir.

Un  maletí  és una maleta petita i estreta per dur documents o altres objectes de dimensions semblants, com ara ordinadors portàtils.
El maletí és una maleta que es transporta còmodament mitjançant una nansa però que també admet corretja per portar-la penjada. Com el maletí es mostra en públic i es porta a les reunions de negocis, el seu aspecte extern és estètic, i són molt comuns els maletins de cuir o pell. D'entre els variats tipus de maletí, es poden distingir dues classes principals: els que s'obren frontalment, tipus cartera, amb tancament metàl·lic i els que s'obren lateralment, tipus maleta, sigui amb cremallera o amb dos tancaments laterals 
Els maletins compten amb separadors interns així com compartiments interiors i exteriors per introduir documents de diferents matèries, per mitjà de separadors o manxa, bolígrafs i material d'escriptura, telèfon mòbil, targetes o cables i perifèrics en el cas dels ordinadors portàtils 